# Sporting CP (Rollhockey)
Der Sporting Clube de Portugal, auch bekannt als Sporting CP und Sporting Portugal, ist die Rollhockeysparte des Sporting CP.

## Erfolge
- CERH European League (2)

1976/77, 2018/19
- CERS Cup (2)

1983/84, 2014/15
- Europapokal der Pokalsieger (3)

1980/81, 1984/85, 1990/91
- Kontinentalpokal/Europäischer Superpokal (1)

2019
- Portugiesische Meisterschaft (8)

1938/39, 1974/75, 1975/76, 1976/77, 1977/78, 1981/82, 1987/88, 2017/18
- Portugiesischer Pokal (4)

1975/76, 1976/77, 1983/84, 1989/90
- Portugiesischer Superpokal (2)

1983, 2015